# Armin Öhri
Armin Öhri (Ruggell, 23 de septiembre de 1978) es un escritor de Liechtenstein, galardonado con el Premio de Literatura de la Unión Europea en 2014 por su novela La musa oscura (Die dunkle Muse). 
Ha estado en activo desde 2009 y sus obras están influenciadas por la ficción criminal del siglo 19. 
Su libro "La musa oscura" (2012), publicado en español por Editorial Impedimenta en 2016, es el primero de una saga de novelas negras, cuyos protagonistas son dos detectives berlineses, Julius Bentheim y Albrecht Krosick. Estos vuelven a aparecer en la secuela "El gabinete de los ocultistas" (2014) publicado por Editorial Impedimenta en 2021.
La saga continua con "La dama en la sombra" (2015) también publicado por Impedimenta en 2024 y "El corazón negro" (2021), pendiente de publicarse en castellano.
Además de novelas policíacas, también escribe sobre temas de Liechtenstein. La obra Liechtenstein – Roman einer Nation se publicó en 2016, donde cuenta la historia de Liechtenstein del siglo XX sobre la base de la vida de un fideicomisario ficticio.
Es uno de los fundadores y miembro de Liechtenstein Literature Salon y presidente de Liechtenstein Authors’ Association "IG Wort".

## Obras
- Das Nachtvolk. Erzählungen. Van Eck-Verlag 2009. ISBN 978-3905881028

- Die Entführung. Erzählung. Gmeiner-Verlag 2010. ISBN 978-3905881097

- Sinfonie des Todes. Historischer Kriminalroman (junto con Vanessa Tschirky). Gmeiner-Verlag 2011, ISBN 978-3-8392-1145-8

- La musa oscura (Die dunkle Muse). 2012, ISBN 978-3-8392-1295-0. Publicado en español por Editorial Impedimenta en 2016.

- El gabinete de los ocultistas (Der Bund der Okkultisten). 2014, ISBN 978-3-8392-1500-5. Publicado en español por Editorial Impedimenta en 2021.

- Die Dame im Schatten. Julius Bentheims dritter Fall. Historischer Kriminalroman. Gmeiner-Verlag 2015, ISBN 978-3-8392-1729-0. Publicado en español por Editorial Impedimenta en 2024.

- Die letzte Reise der Hindenburg. Kurzroman. E-Book, Gmeiner-Verlag, 2016 ISBN 978-3-7349-9213-1

- Professor Harpers Expedition. Historischer Roman. E-Book, Gmeiner-Verlag, 2016 ISBN 978-3-7349-9223-0

- Liechtenstein. Klein, aber oho Herausgeber. Gmeiner-Verlag, 2016, ISBN 978-3-8392-1986-7

- Liechtenstein. Roman einer Nation. Zeitgeschichtlicher Kriminalroman. Gmeiner-Verlang 2016, ISBN 978-3-8392-1978-2